# Костелло, Пол
Пол Винсент Костелло (англ. Paul Vincent Costello; 27 декабря 1894, Филадельфия, Пенсильвания — 17 апреля 1986, Филадельфия, Пенсильвания) — американский гребец, выступавший за сборную США по академической гребле в 1920-х годах. Трёхкратный олимпийский чемпион, победитель и призёр многих регат национального значения.

## Биография
Пол Костелло родился 27 декабря 1894 года в Филадельфии, штат Пенсильвания. Занимался академической греблей в местном филадельфийском клубе Vesper Boat Club, а также в команде Penn AC.
Впервые заявил о себе в гребле в 1919 году, выиграв национальное первенство в зачёте парных одиночных лодок. Впоследствии неоднократно становился победителем и призёром национального чемпионата в различных гребных дисциплинах.
Благодаря череде удачных выступлений удостоился права защищать честь страны на домашних летних Олимпийских играх 1920 года в Антверпене — вместе со своим двоюродным братом Джоном Келли обошёл всех соперников в программе парных двоек и тем самым завоевал золотую олимпийскую медаль.
В 1924 году на Олимпийских играх в Париже они с Келли вновь были лучшими в той же дисциплине, добавив в послужной список ещё одно олимпийское золото.
На Олимпийских играх 1928 года в Амстердаме в паре с новым партнёром Чарльзом Маклвейном Костелло снова одержал победу в парных двойках, став таким образом первым гребцом, кому удалось выиграть три Олимпиады в одной дисциплине. Также в этом сезоне в одиночках отметился победой на регате Philadelphia Gold Cup Challenge.
За выдающиеся спортивные достижения в 1956 году был введён в Зал славы гребного спорта Соединённых Штатов.
Умер 17 апреля 1986 года в Филадельфии в возрасте 91 года.